# Kanton Cayenne-2 Nord-Est

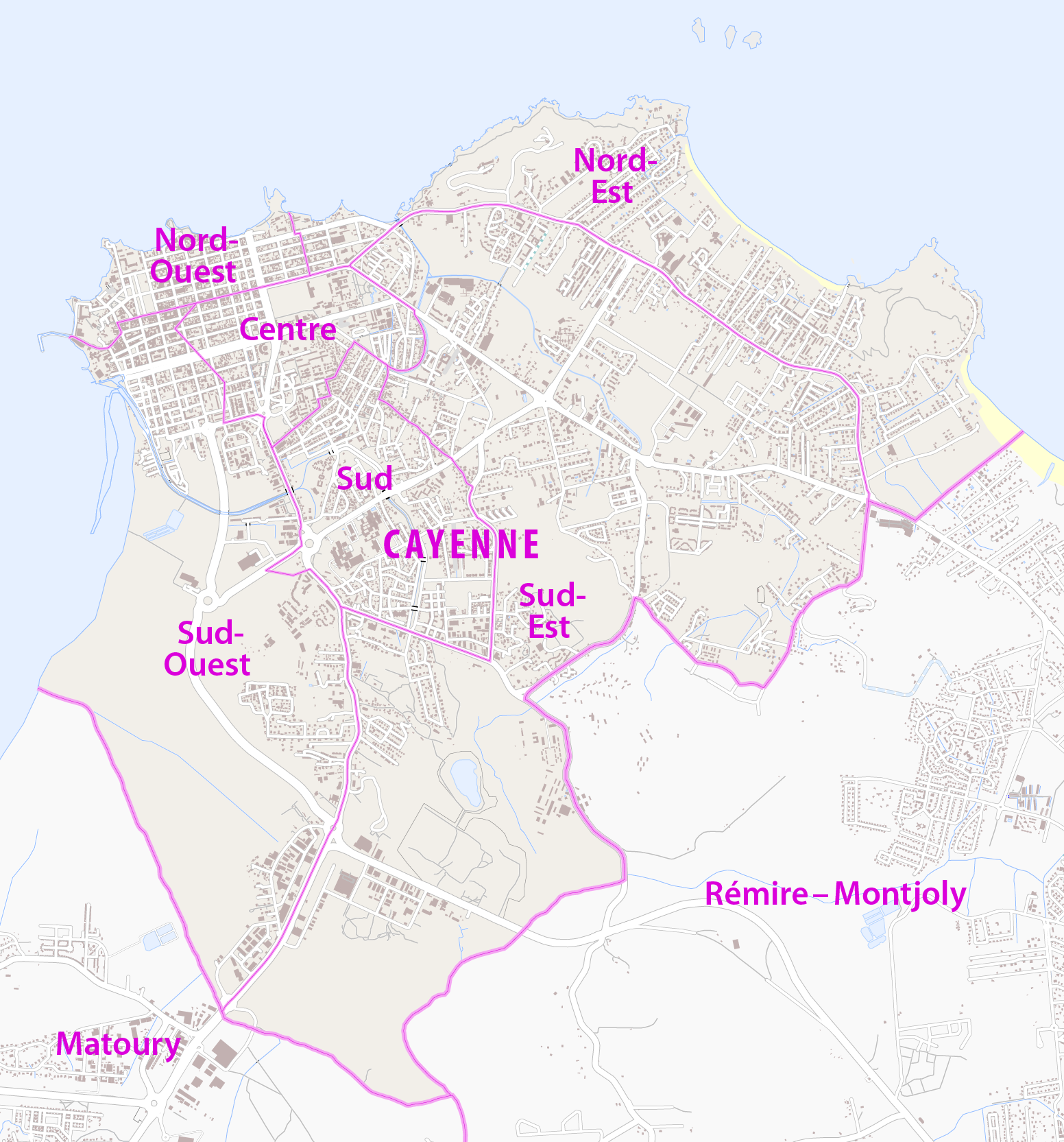

Kanton Cayenne-2 Nord-Est (francouzsky Canton de Cayenne-2 Nord-Est) byl francouzský kanton v departementu Francouzská Guyana v regionu Francouzská Guyana. Byl tvořen částí města Cayenne. Zrušen byl po reformě kantonů 2014.